# Theo Wiesen
Theo Wiesen, né en 1906 à Welchenhausen dans la municipalité de Lützkampen et mort en 1999 à Grüfflingen, est un créateur d'art brut belge.

## Biographie
Orphelin dès son jeune âge, Theo Wiesen est recueilli par sa famille installée dans les Ardennes Belges germanophones, juste de l'autre côté de la frontière actuelle. Il devient charpentier puis, en 1936, travaille dans une grande scierie. À partir de 1939, il exploite sa propre scierie à Grüfflingen. Il prend sa retraite dans les années 1960 et commence à sculpter des sortes de totem dans des pièces de bois et des troncs d'arbres engrangés dans sa scierie. Il retourne les arbres pour que les branches fassent office de bras et de jambes et les sculpte pour en extraire, dit-il, « les démons qui hantèrent son enfance ». Il les dispose en lisière de sa propriété, certains étant si haut qu'il se confondent avec les arbres environnants, et réalise en contrebas de son domaine une barrière sculptée de 12 mètres de long qui en ferme l'accès le long de la route. Il décore également sa maison de briques colorées disposées en motifs géométriques sur la façade et d'ardoises peintes en bordure des allées de son jardin. Ses totems représentent des personnages mi-hommes ou femmes, mi-animaux, portant des têtes de loup, de bêtes à cornes, de diables. Collectées  par  Claire  Teller  de  L’Aracine  dès 1988, puis en 1999, après le décès de l’auteur par le biais d’une vente, les sculptures les moins monumentales de Theo Wiesen sont aujourd'hui conservées au LaM de Villeneuve-d'Ascq.